# Hadrobregmus quadrulus
Hadrobregmus quadrulus är en skalbaggsart som först beskrevs av Leconte 1859.  Hadrobregmus quadrulus ingår i släktet Hadrobregmus och familjen trägnagare. Inga underarter finns listade i Catalogue of Life.